# Tribarvna zvitocevka
Tribarvna zvitocevka (znanstveno ime Daedaleopsis tricolor) je gliva iz rodu zvitocevk (Daedaleopsis). Nekateri avtorji jo imajo le za različico rdečeče zvitocevke, ker niti z molekularnimi analizami niso našli dovolj razlik, da bi vrsti nedvoumno ločili.

## Značilnosti
Klobuki imajo premer od 8 do 16 cm in so oblikovani kot pahljačaste kolobarjaste police, kjer so posamezni kolobarji različno obarvani v treh barvnih odtenkih: cimetaste, rdeče in temno rjavo rdeče. S starostjo postane rdeča barva izrazitejša. Rob je svetlejše barve.
Trosovnica je najprej sestavljena iz bledo sivih luknjic, ki se z rastjo raztegnejo in preoblikujejo v labirintasto ali celo lističasto strukturo.
Beta nima, klobuk je bočno prirasel na leseno podlago.
Meso je bledo lesno rjave barve in usnjate oziroma plutaste strukture. Nima posebnega vonja in okusa.

## Razširjenost in življenjski prostor
Na živih vejah listavcev kot zajedavec ali na odmrlem lesu kot gniloživka.

## Mikroskopske značilnosti
Trosni odtis je bele barve. Trosi so cilindrični, gladki, neamiloidni in merijo 7–11 x 2–3 μm.

## Podobne vrste
- rdečeča zvitocevka (Daedaleopsis confragosa) ima podobno trosovnico, a klobuk drugačnih barv
- pisana ploskocevka (Trametes versicolor) ima podobno kolobarjast klobuk, a belo trosovnico sestavljeno iz drobnih luknjic.

## Uporabnost
Neužitna.

## Galerija slik
- poličasta rast
- kolobarji v treh različnih barvnih odtenkih
- trosovnica